# Józef Gosławski (architekt)

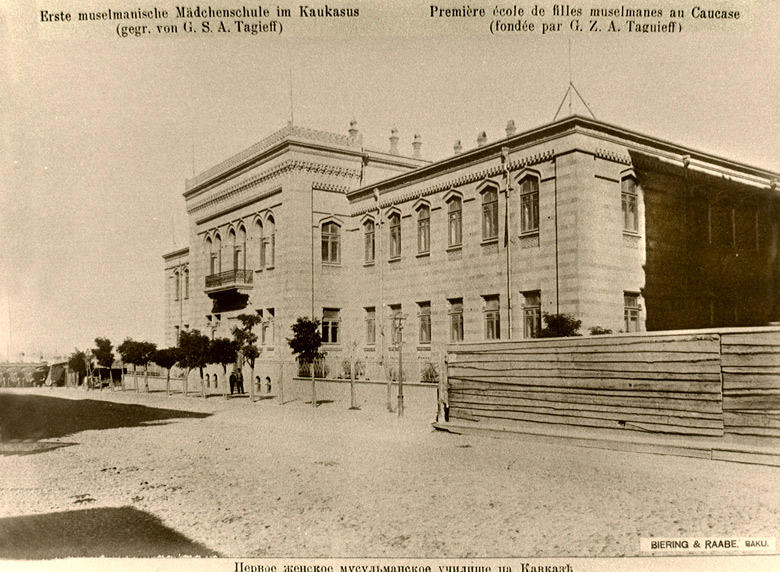
Muzułmańska szkoła żeńska w Baku

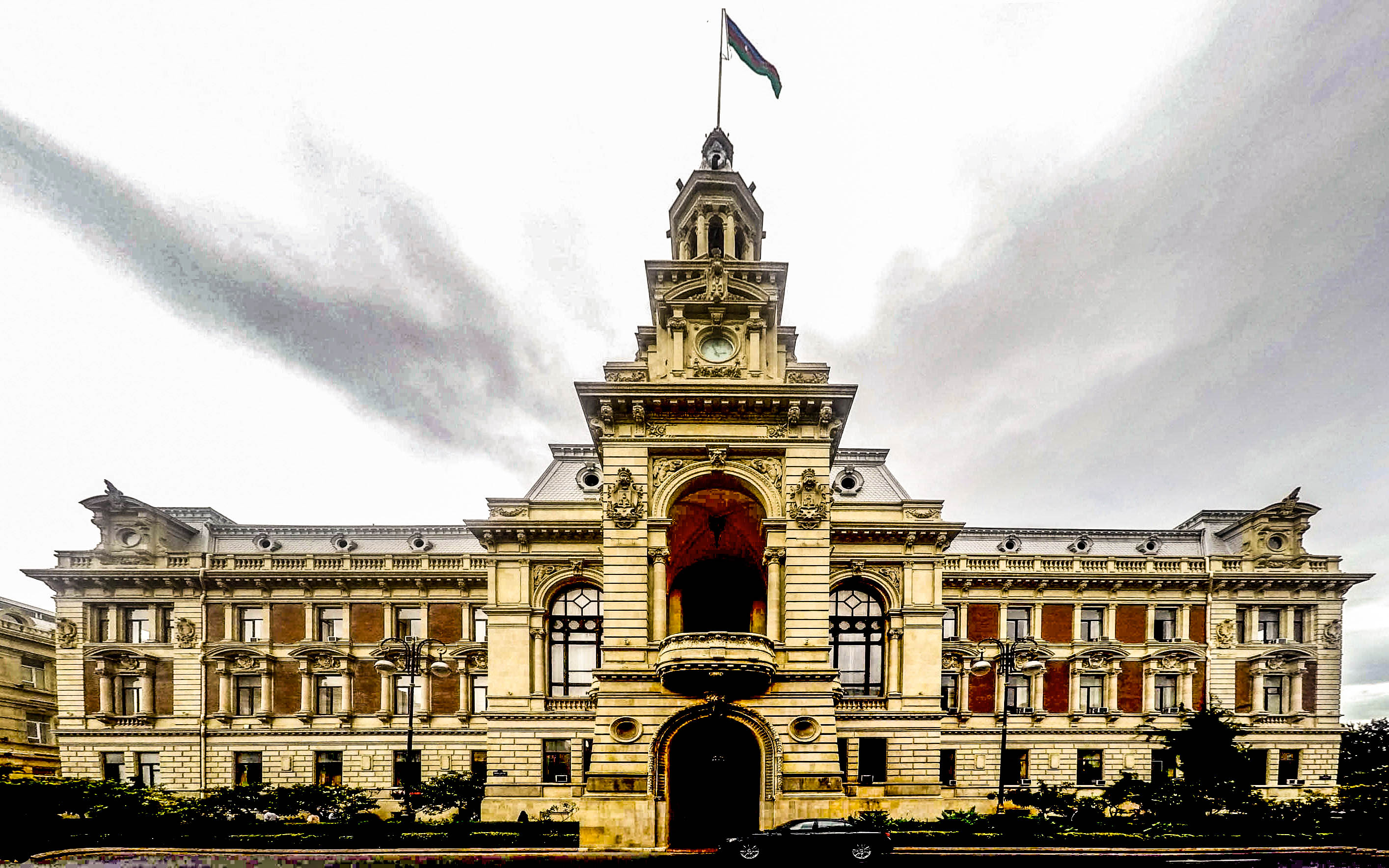
Budynek Rady Miejskiej Baku

Józef Gosławski (ur. 1865 w Warszawie, zm. 1904 w Baku) – polski architekt, przez większą część życia czynny w Baku (Azerbejdżan).

## Życiorys
Studiował w Petersburskim Instytucie Inżynierii Cywilnej. Po ukończeniu studiów w roku 1890 rozpoczął pracę w Budowlanym Komitecie Technicznym Ministerstwa Spraw Wewnętrznych. W następnym roku zamieszkał w Baku, gdzie objął nadzór nad budową Soboru Aleksandra Newskiego, wznoszonego według projektu architekta R.R. Marfelda.
W roku 1892, jeszcze podczas budowy soboru, Józef Gosławski objął stanowisko architekta miejskiego Baku. Miasto przeżywało wtedy okres rozwoju, związanego z eksploatacją złóż naftowych.
W Baku Józef Gosławski spotkał polskich kolegów ze studiów w Petersburgu – m.in. Kazimierza Skórewicza i Józefa Płoszkę.
Oprócz pracy na stanowisku architekta miejskiego Gosławski zajął się projektowaniem. Zgodnie z życzeniami klientów, jego projekty reprezentowały różne style historyczne.

## Projekty
W ciągu niewielu lat zrealizował wiele obiektów, które ukształtowały obraz Baku z początku XX wieku.
- Trójkondygnacyjny dom mieszkalny Melikowa przy ulicy Woroncowskiej (obecnie Safarły 19), 1893-1897
- Pałac Tagijewa przy ulicy Gorczakowskiej (obecnie Tagijewa 4), 1893-1902
- Dom mieszkalny przy ulicy Nikołajewskiej (obecnie Istigłalijat 7), 1893-1895
- Dom mieszkalny Tagijewa przy ulicy Pocztowej (obecnie Tagi-zade 70), 1893-95
- Willa Tagijewa we wsi Mardakan na półwyspie Apszerońskim, 1893-95
- Fabryka włókiennicza Tagijewa w osadzie Zych – 1896-99
- Budynek Bakińskiej Szkoły Technicznej przy ulicy Stanisławskiej (obecnie Azadłyg 20), 1898-99
- Budynek Imperatorskiego Towarzystwa Technicznego przy ulicy Targowej (obecnie Nizami ), 1898-99
- Budynek żeńskiej muzułmańskiej Szkoły przy ulicy Nikołajewskiej (obecnie Istigłalijat 8), 1898-1901
- Budynek Rady Miejskiej Baku przy ulicy Nikołajewskiej (obecnie Istigłalijat 4), 1899-1904
- Budynek teatru Tagijewa przy ulicy Merkuriewskiej (obecnie prospekt Azerbejdżanu 8), 1899-1904 (wspólnie z Pawłem Kognowickim)

Zmarł na gruźlicę w wieku 39 lat.
W dawnym mieszkaniu Gosławskiego przy ulicy Mirza Ibragimowa 11 utworzono muzeum poświęcone pamięci architekta.
W czerwcu 2008 Maria Kaczyńska odsłoniła w Baku tablicę pamiątkową ku czci Józefa Gosławskiego.